# 国道9号

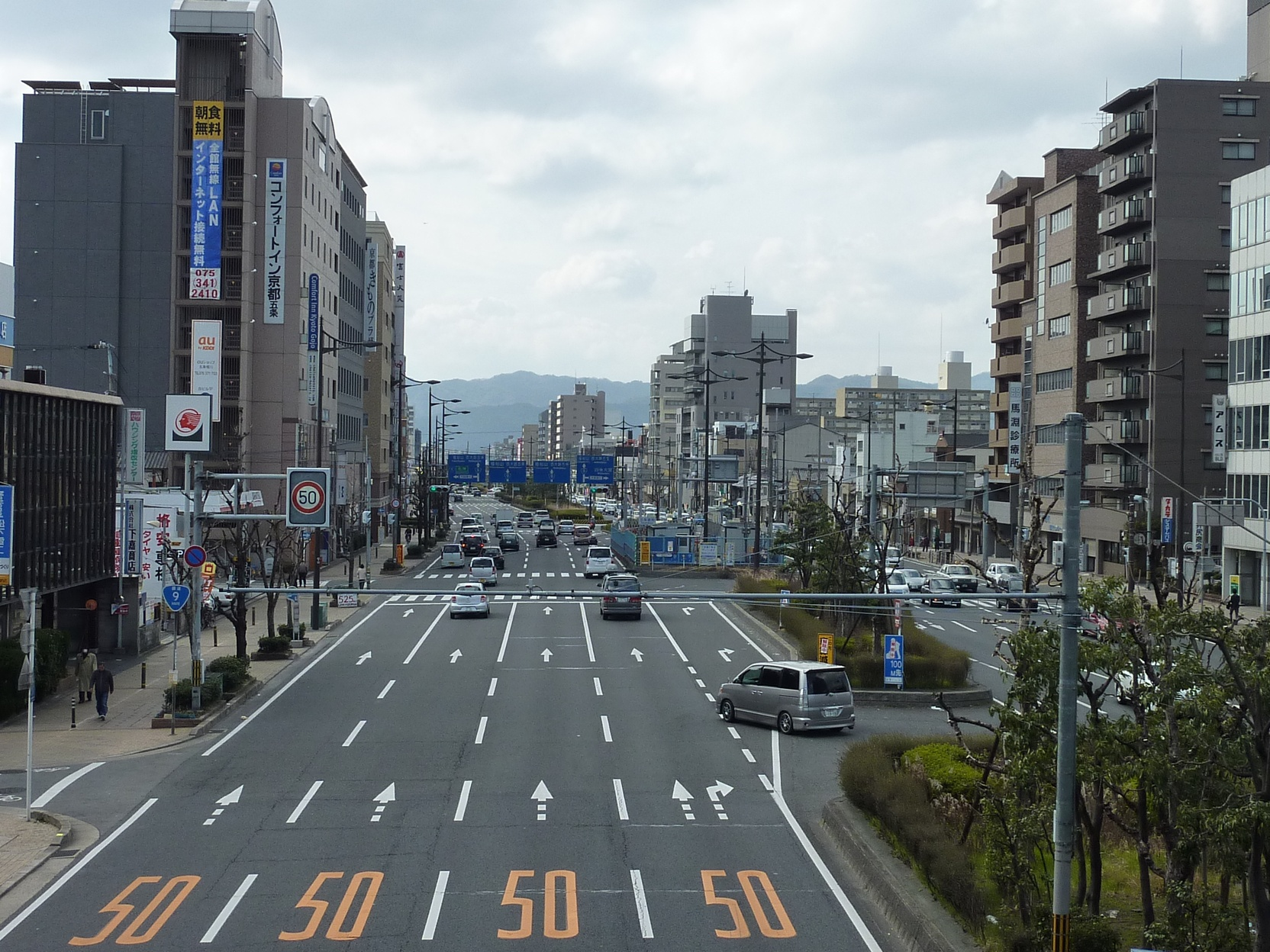
国道9号 起点付近
京都市下京区五条通
（堀川五条から西方向）

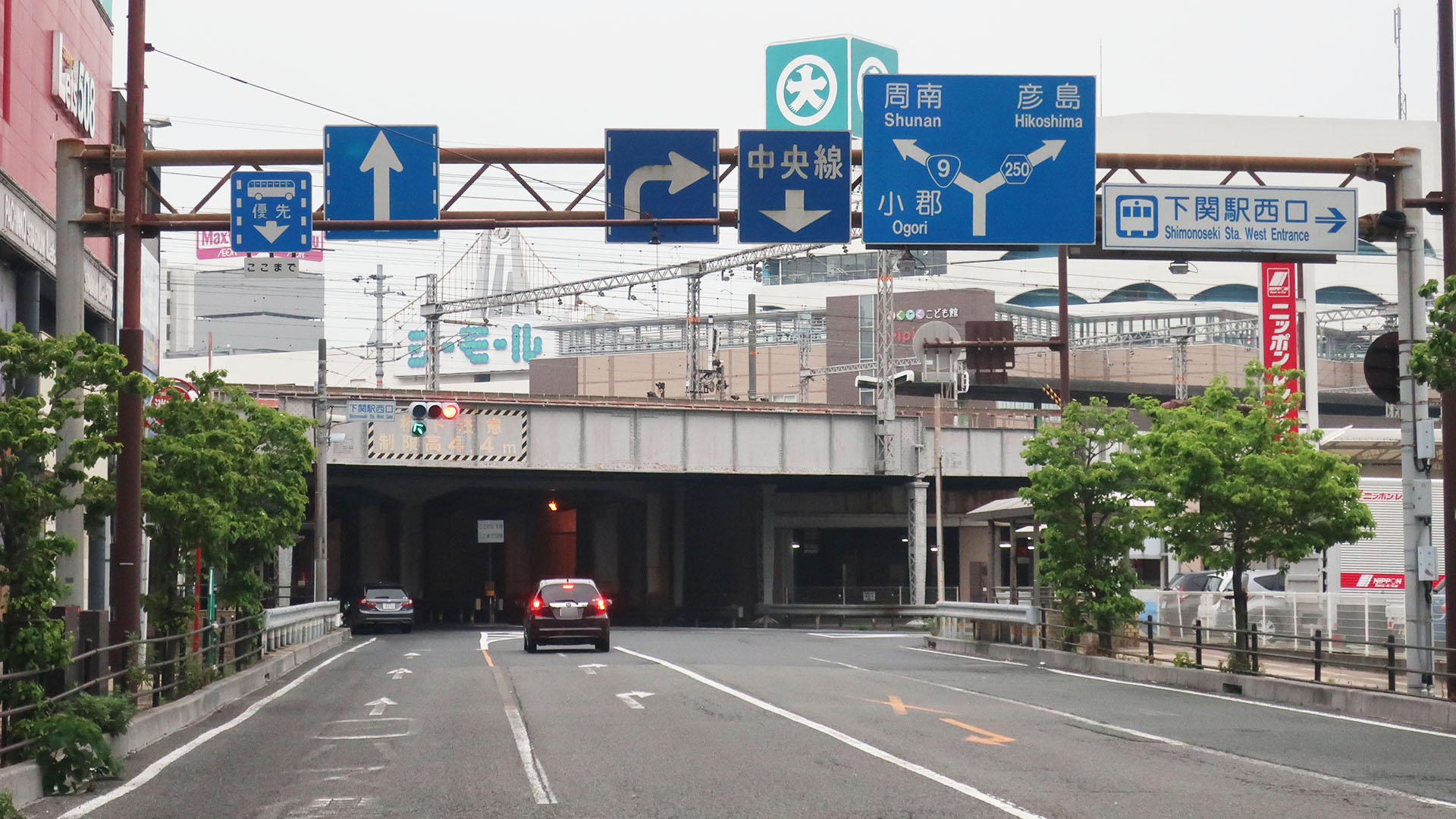
国道9号 終点
山口県下関市　下関駅西口交差点

国道9号（こくどう9ごう）は、京都府京都市下京区から山陰地方を経由し、山口県下関市に至る一般国道である。

## 概要
最初の約200 km（京都府から鳥取県にかけて）は谷沿いに、そこから島根県にかけては日本海沿いの山陰地方を縦貫し、島根県西部から山口県にかけての約94 kmは再び谷沿いを走る。山口県山口市小郡で、大阪府大阪市を起点として瀬戸内海沿いの山陽地方を走る国道2号と合流して西へ向かい、下関市長府・印内交差点で再び分岐すると、内陸に向かって関門トンネルを経由して福岡県北九州市門司区で国道3号へとつながる国道2号に対し、国道9号では関門海峡の北岸にある唐戸交差点を経由して下関市街地に入り、下関市街地で終点となる。京都 - 下関間の現道区間の延長は、国道45号、国道4号、国道1号に続いて日本で4番目に長い一般国道でもあり、西日本で1番長い一般国道でもある。
島根県益田市以東の大半の区間がJR西日本山陰本線に、益田市から山口市小郡までは山口線に、山口市小郡から下関市までは国道2号と重複して山陽本線や山陽新幹線に並行している。益田市と下関市の間の日本海沿いには国道191号が延びている。益田市 - 山口市では国道9号自体が陰陽連絡国道の役割を担っている。
現在、鳥取県から島根県にかけて、この道と並走する形で「E9」山陰自動車道が整備中で、一部区間は供用中である。

### 路線データ
一般国道の路線を指定する政令 に基づく起終点および重要な経過地は次のとおり。
- 起点：京都市（下京区、烏丸五条交差点 = 国道1号上、国道8号終点、国道24号・国道367号起点）
- 終点：下関市（下関駅西口交差点 = 国道191号起点、山口県道250号南風泊港線終点）
- 重要な経過地：亀岡市、京都府船井郡八木町[注釈 2]、同郡園部町[注釈 2]、同郡丹波町[注釈 3]、同郡瑞穂町[注釈 3]、福知山市、兵庫県朝来郡山東町[注釈 4]、同郡和田山町[注釈 4]、同県養父郡八鹿町[注釈 5]　同県美方郡村岡町[注釈 6]、鳥取県岩美郡岩美町、鳥取市、同県東伯郡羽合町[注釈 7] 同郡北条町[注釈 8]、米子市、安来市、松江市（西津田三丁目）、島根県八束郡宍道町[注釈 9]、出雲市、大田市、江津市、浜田市、益田市、同県鹿足郡日原町[注釈 10]、山口県阿武郡阿東町[注釈 11]、山口市、同県吉敷郡小郡町[注釈 12]、宇部市（吉見）、同県厚狭郡山陽町[注釈 13]
- 総延長 : 817.6 km（京都府 92.8 km、京都市 13.7 km、兵庫県 70.2 km、鳥取県 197.6 km、島根県 330.0 km、山口県 113.2 km）[3][注釈 14][注釈 15]
- 重用延長 : 47.2 km（京都府 - km、京都市 0.7 km、兵庫県 - km、鳥取県 - km、島根県 - km、山口県 46.5 km）[3][注釈 14]
- 実延長 : 770.3 km（京都府 92.8 km、京都市 13.1 km、兵庫県 70.2 km、鳥取県 197.6 km、島根県 330.0 km、山口県 66.7 km）[3][注釈 14]
  - 現道 : 615.3 km（京都府 92.8 km、京都市 13.1 km、兵庫県 70.2 km、鳥取県 111.0 km、島根県 261.6 km、山口県 66.7 km）[3][注釈 14]
  - 旧道 : 6.3 km（京都府 - km、兵庫県 - km、鳥取県 - km、島根県 6.3 km、山口県 - km）[3][注釈 14]
  - 新道 : 148.8 km（京都府 - km、兵庫県 - km、鳥取県 86.6 km、島根県 62.2 km、山口県 - km）[3][注釈 14][注釈 15]
- 指定区間：京都市下京区烏丸通五條下る大阪町371番2 - 下関市竹崎町4丁目1番3（全線）[4]

## 歴史
国道9号は、山陰道を継承するものである。

### 年表
- 1885年（明治18年） - 内務省告示第6号「國道表」では、国道23号「東京より鳥取県に達する路線」（東京 - 京都は上位の道路と重複。京都 - 鳥取）、国道25号「東京より島根県に達する別路線」（国道23号経由で島根まで）、国道28号「東京より山口県に達する別路線」（国道23、国道25号経由で山口まで）として指定された。
- 1920年（大正9年） - 同年施行の旧道路法に基づく路線認定では、国道18号「東京都より山口県庁所在地に達する路線（乙）」となった。
- 1952年（昭和27年）12月4日 - 新道路法に基づく路線指定で、一級国道9号（京都市 - 下関市）として指定施行[5]。1965年（昭和40年）までは大田市 - 江津市浅利町の他、現在とは大きく異なる内陸側のコースをとる区間があった。

- 1965年（昭和40年）4月1日 - 道路法改正によって一級・二級の別がなくなり一般国道9号となった。

## 路線状況

### 通称
- 山陰道（背面道）・山陰街道 : 歴史的な呼称。
- 五条通 : 京都市内の区間における呼称。
- ジオパークロード : 駟馳山バイパスの道路愛称名。ジオパークロードは、山陰海岸ジオパークにほぼ並走する鳥取豊岡宮津自動車道（山陰近畿自動車道）に対して、沿線の三府県議会議員の会によって名付けられた愛称で、国道178号の区間でも同様によばれる。

### バイパス
国道2号との重複区間も含む。
太字は高速自動車国道に並行する一般国道自動車専用道路。斜字は地域高規格道路に属する自動車専用道路。
- 桂バイパス（京都府）
- 福知山道路（京都府）福知山道路
京都府福知山市土師新町

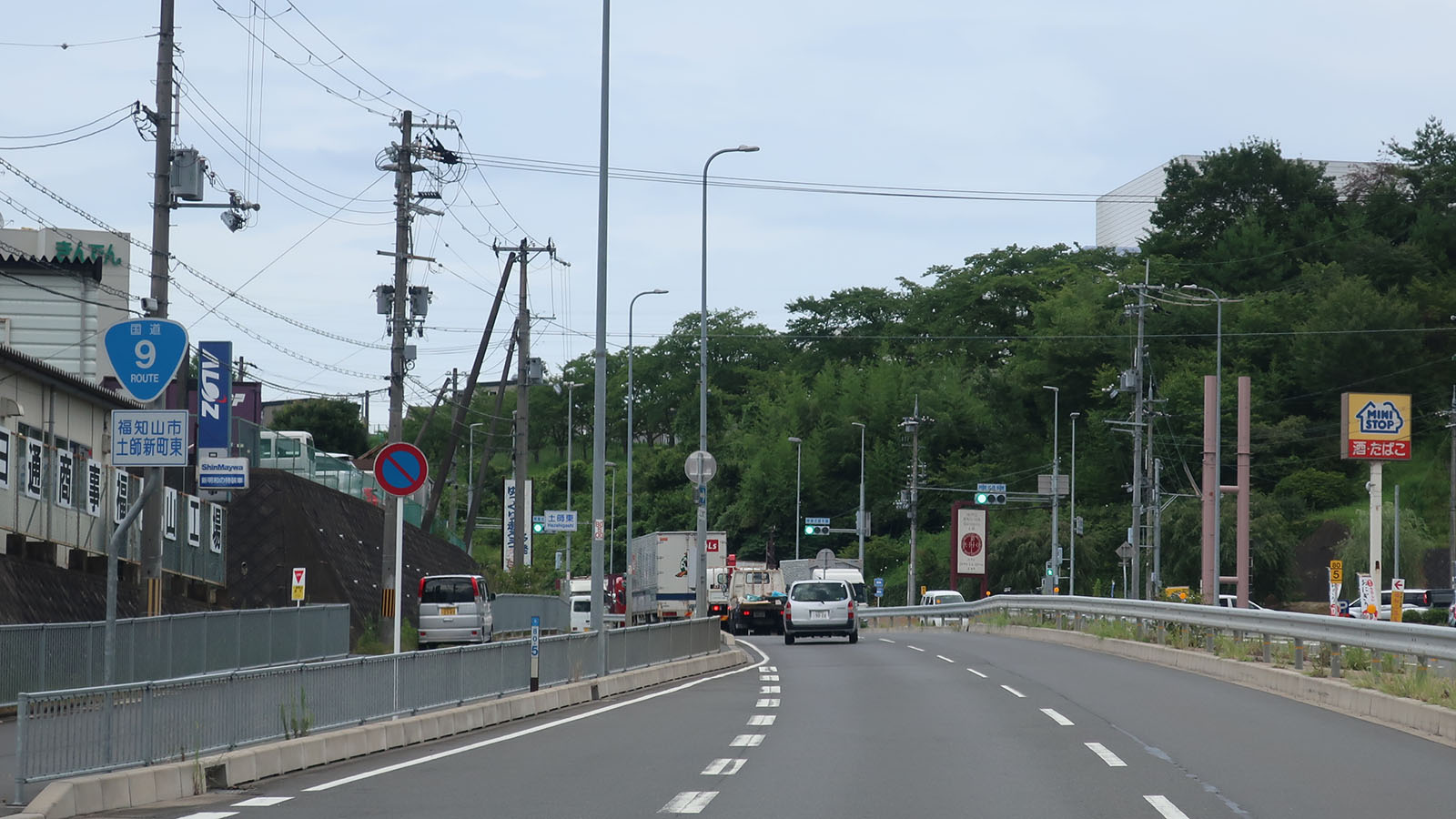
福知山道路
京都府福知山市土師新町

- 和田山バイパス（兵庫県）和田山バイパス
(国道312号との重複区間)
 兵庫県朝来市和田山町和田山
- 八鹿バイパス（兵庫県）
- 春来バイパス（兵庫県）
- 蒲生バイパス（兵庫県 - 鳥取県）

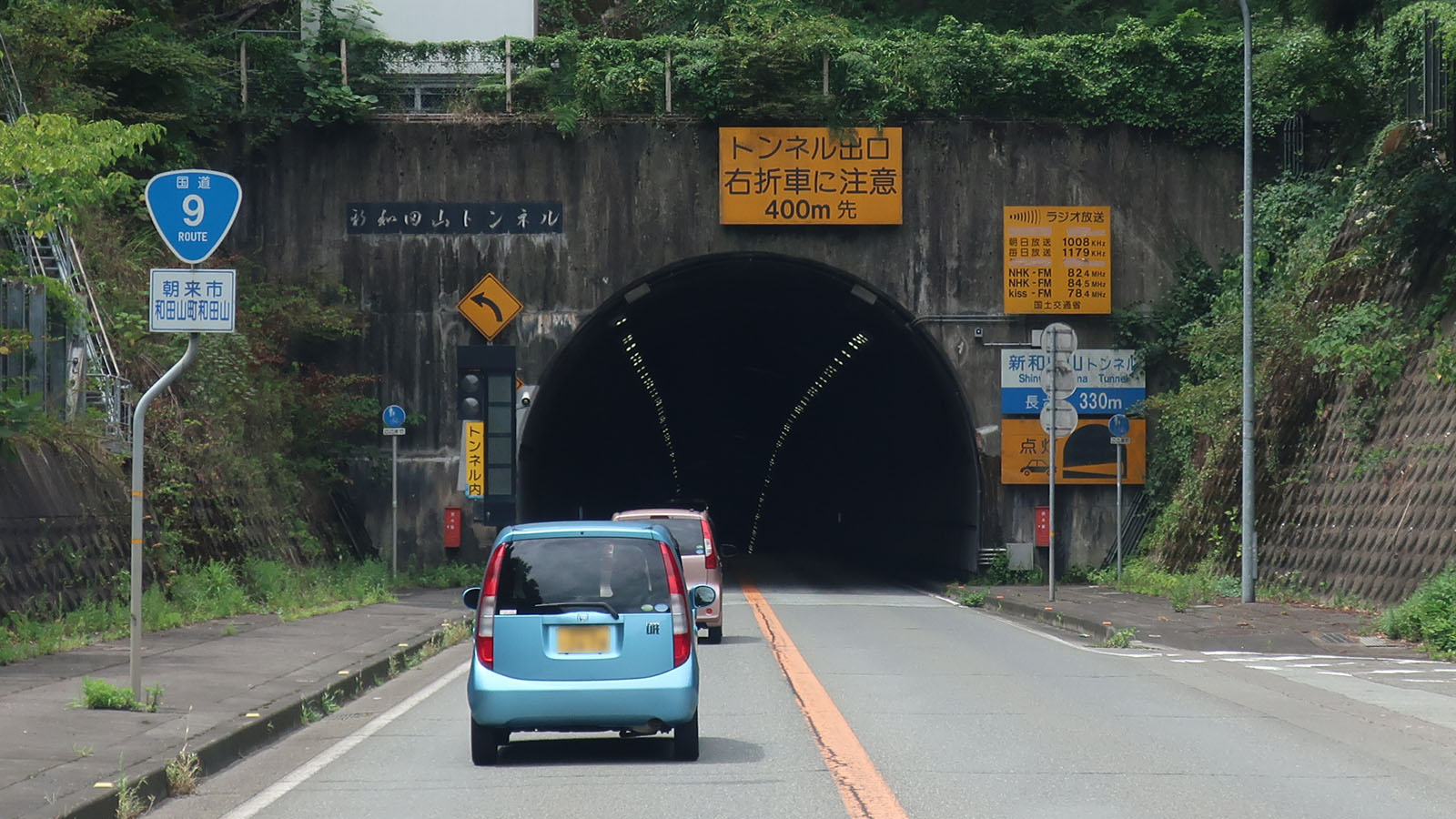
和田山バイパス
(国道312号との重複区間)
兵庫県朝来市和田山町和田山

- 駟馳山バイパス連絡道路（しちやま）（岩美消防署前交差点 - 岩美IC）（鳥取県）
- E9 駟馳山バイパス（しちやま）（岩美IC - 福部IC）（鳥取県）

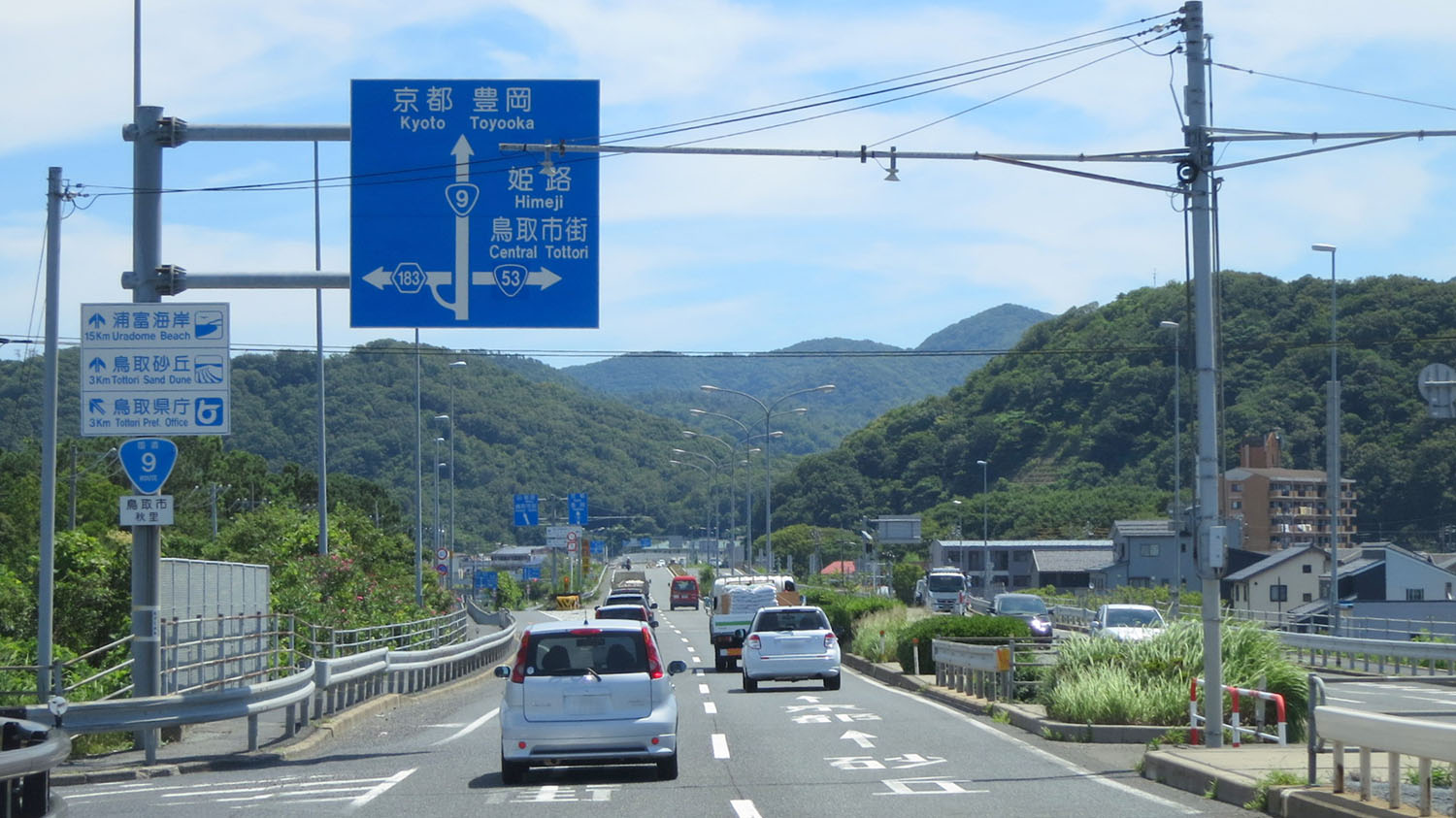
鳥取バイパス
国道53号別線との分岐
鳥取県鳥取市秋里

- 鳥取バイパス（鳥取県）鳥取バイパス
国道53号別線との分岐
鳥取県鳥取市秋里
- E9 鳥取西道路（鳥取IC - 青谷IC）（鳥取県）
- 青谷羽合道路アクセス道路（八束水交差点 - 青谷IC）（鳥取県）
- E9 青谷羽合道路（青谷IC - はわいIC）（鳥取県）
- E9 北条道路（はわいIC - 大栄東伯IC ※事業中区間）（鳥取県） ※全線で下記の北条バイパスが並行
- 北条バイパス（鳥取県）
- E9 東伯中山道路 （大栄東伯IC - 赤碕中山IC） （鳥取県）
- E9 中山名和道路（赤碕中山IC - 西伯郡大山町下市）（鳥取県）
- E9 名和淀江道路（西伯郡大山町下市 - 淀江IC）（鳥取県）
- E9 米子道路（淀江IC - 米子西IC）（鳥取県）
- E9 松江道路（東出雲IC - 松江玉造IC）（島根県）

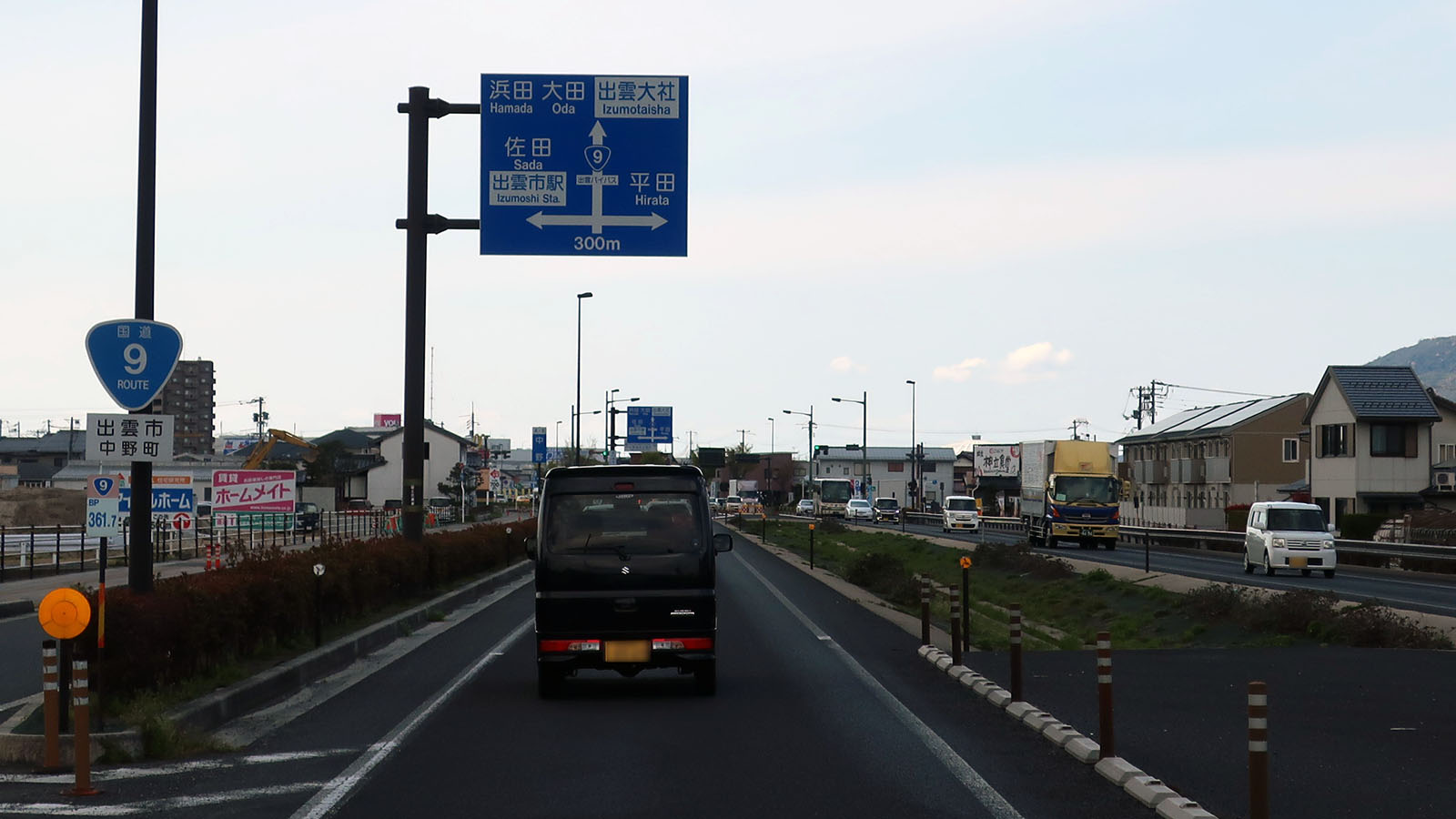
出雲バイパス
島根県出雲市中野町

- 玉湯バイパス（島根県）
- 出雲バイパス（島根県）　出雲バイパス
島根県出雲市中野町
- E9 出雲・湖陵道路（出雲IC - 出雲湖陵IC）（島根県）
- E9 湖陵・多伎道路（出雲湖陵IC - 出雲多伎IC）（島根県）
- E9 多伎・朝山道路（出雲多伎IC - 大田朝山IC）（島根県）
- E9 朝山・大田道路（大田朝山IC - 大田中央・三瓶山IC）（島根県）
- E9 大田・静間道路（大田中央・三瓶山IC - 大田静間IC）（島根県）
- E9 静間・仁摩道路（大田静間IC - 仁摩・石見銀山IC）（島根県）
- E9 仁摩温泉津道路（仁摩・石見銀山IC - 石見福光IC）（島根県）
- E9 江津道路（江津バイパス東口 - 江津IC）（島根県）
- E9 浜田道路（浜田IC - 原井IC）（島根県）
- E9 浜田三隅道路（原井IC - 石見三隅IC）（島根県）
- E9 益田道路（遠田IC - 須子IC）（島根県）
- 直地バイパス（島根県）
- 津和野バイパス（島根県 - 山口県）
- 木戸山バイパス（山口県）
- 山口バイパス（山口県）
- 小郡改良（山手バイパス）（山口県）
- E2 小郡道路（小郡IC - 山口市今坂）（山口県）
- 厚狭・埴生バイパス（山口県）
- 小月バイパス（下関市）

#### 有料道路
- E9 安来道路（米子西IC - 東出雲IC）（鳥取県 - 島根県）
- E9 江津道路（江津IC - 浜田JCT）（島根県）

### 重複区間

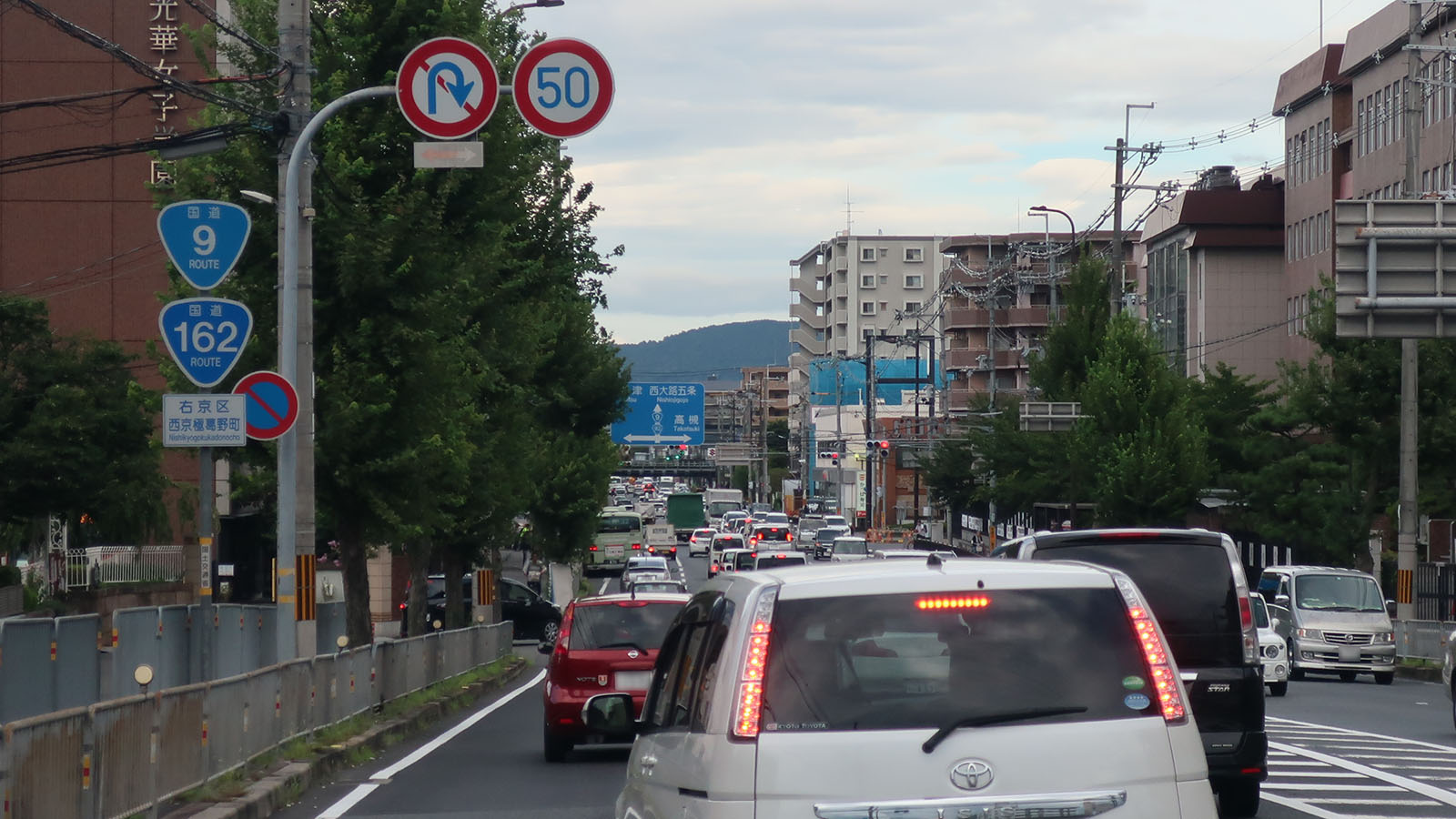
国道162号との重複
京都府京都市右京区西京極葛野町

- 国道1号（京都府京都市下京区松屋町・烏丸五条交差点（起点） - 京都市下京区泉水町・堀川五条交差点）
- 国道162号（京都府京都市右京区西院南高田町・西大路五条交差点 - 京都市右京区西京極葛野町・五条天神川交差点）
- 国道477号（京都府南丹市八木町八木・八木交差点 - 南丹市園部町河原町・園部河原町交差点）
- 国道175号・国道176号（京都府福知山市東堀・東堀交差点 - 福知山市牧・牧交差点）
- 国道312号（兵庫県朝来市・一本柳交差点 - 養父市・上野南交差点）
- 国道482号（兵庫県美方郡香美町村岡区村岡 - 美方郡香美町村岡区長板・長板交差点）
- 国道29号・国道53号別線・国道373号別線（鳥取県鳥取市秋里・秋里交差点 - 鳥取市南隈・南隈交差点）
- 国道180号（鳥取県米子市・陰田町交差点 - 松江市・相生町交差点）
- 国道54号（島根県松江市雑賀町・相生町交差点 - 松江市宍道町佐々布・宍道交差点）
- 国道186号（島根県江津市 - 浜田市・殿町交差点）
- 国道187号（島根県益田市・中吉田町交差点 - 鹿足郡津和野町・枕瀬交差点）
- 国道262号（山口県山口市宮野上・木戸山トンネル西口 - 山口市宮野下・平野交差点）
- 国道2号（山口県山口市・交通センター前交差点・小郡道路小郡IC - 下関市・印内交差点）

### 道路施設

#### 橋梁
- 京都府

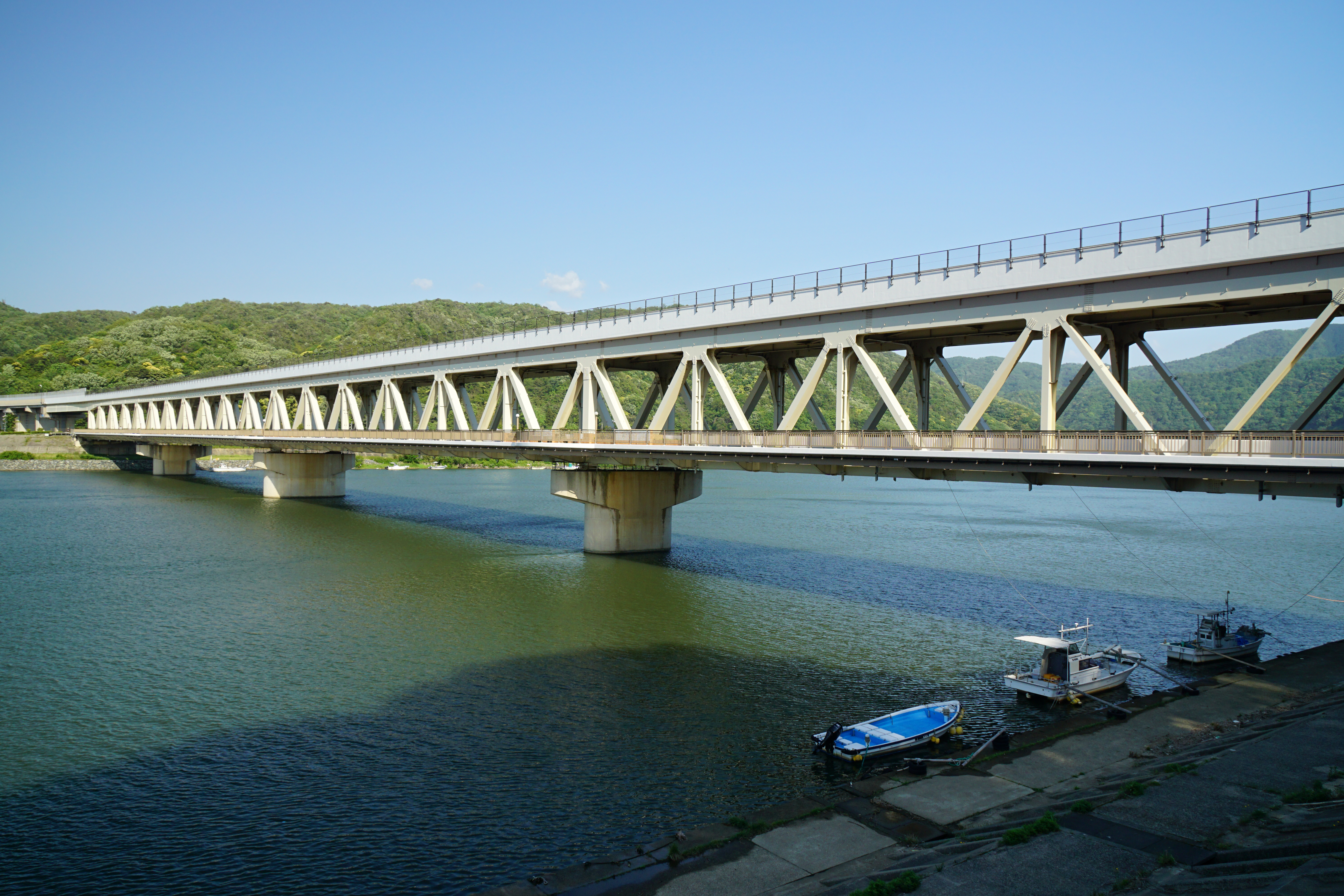
江の川に架かる江津バイパス

  - 西大橋（桂川、京都市右京区西京極 - 西京区桂）
- 鳥取県
  - 鳥取大橋（千代川、鳥取市）
  - 新天神橋（天神川、東伯郡湯梨浜町）※北条バイパス
  - 新日野橋（日野川、米子市）
- 島根県
  - 神立橋（斐伊川、出雲市）
  - 江川橋（江の川、江津市）

#### トンネル
- 京都府
  - 千代原口トンネル（軽車両・大型含むすべての二輪車通行不可。詳細は当該記事参照）
  - 老ノ坂トンネル
  - 観音トンネル
  - 夜久野トンネル
- 兵庫県
  - 新和田山トンネル（朝来市）
  - 城ノ山トンネル（朝来市）
  - 和田山トンネル（朝来市）
  - 南但馬トンネル（養父市）
  - 但馬トンネル
  - 村岡トンネル
  - 春来トンネル - 全長1,696 m[6]。兵庫県香美町村岡区から新温泉町へ至る区間にある。
  - 温泉トンネル
  - 蒲生トンネル（美方郡新温泉町 - 鳥取県岩美郡岩美町）
- 鳥取県
  - 湯山トンネル・覚寺トンネル（鳥取県鳥取市）

#### 道の駅
沿線に22駅が設置されており、これは日本の国道の中で最多である。
- 京都府
  - ガレリアかめおか（亀岡市）
  - 丹波マーケス（船井郡京丹波町）
  - 農匠の郷やくの（福知山市夜久野町)
- 兵庫県
  - 但馬楽座（養父市）
  - ようか但馬蔵（養父市八鹿町)
  - ハチ北（美方郡村岡町）(現美方郡香美町村岡区)
  - 村岡ファームガーデン（美方郡香美町村岡区)
- 鳥取県
  - きなんせ岩美（岩美郡岩美町）
  - 神話の里 白うさぎ（鳥取市）
  - はわい（青谷羽合道路）（東伯郡湯梨浜町）
  - ほうじょう（東伯郡北栄町）※旧道の駅北条公園。
  - 大栄（東伯郡北栄町）
  - ポート赤碕（東伯郡琴浦町）
- 島根県
  - あらエッサ（安来市）
  - 湯の川（出雲市）
  - キララ多伎（出雲市）
  - ロード銀山（大田市）
  - サンピコごうつ（江津市）
  - ゆうひパーク浜田（浜田市）※浜田道路沿線に所在。
  - ゆうひパーク三隅（浜田市）
  - シルクウェイにちはら（鹿足郡津和野町）
- 山口県
  - 願成就温泉（山口市）
  - 長門峡（山口市）

### 通過する路線バス
以下は、通過する路線バスを運行している社局の一覧である。
- 出雲一畑交通
- 一畑バス
- 石見交通
- 宇部市交通局
- 京阪京都交通
- 京阪バス
- 京都交通
- 京都市交通局
- 京都バス
- サンデン交通
- 全但バス
- 丹後海陸交通
- 中京交通
- JRバス中国
- 西日本ジェイアールバス
- 日ノ丸自動車
- 日ノ丸ハイヤー
- 日本交通
- 防長交通
- 松江一畑交通
- 松江市交通局
- ヤサカバス

### 事前通行規制区間
| 区間                                                    | 規制内容                         |
| ------------------------------------------------------- | -------------------------------- |
| 京都府京都市西京区大枝沓掛町 - 京都府亀岡市篠町王子     | 連続雨量230 mmを超える場合通行止 |
| 京都府南丹市園部町上木崎 - 京都府船井郡京丹波町新水戸   | 連続雨量230 mmを超える場合通行止 |
| 京都府福知山市夜久野町額田 - 京都府福知山市夜久野町日置 | 連続雨量200 mmを超える場合通行止 |
| 兵庫県養父市関宮 - 兵庫県美方郡香美町村岡区福岡         | 連続雨量200 mmを超える場合通行止 |
| 島根県益田市三星 - 島根県鹿足郡津和野町青原             | 連続雨量200 mmを超える場合通行止 |
| 島根県鹿足郡津和野町青原 - 島根県鹿足郡津和野町青原     | 連続雨量200 mmを超える場合通行止 |
| 島根県鹿足郡津和野町青原 - 島根県鹿足郡津和野町池村     | 連続雨量200 mmを超える場合通行止 |
| 島根県鹿足郡津和野町池村 - 島根県鹿足郡津和野町野口     | 連続雨量200 mmを超える場合通行止 |
| 島根県鹿足郡津和野町野口 - 島根県鹿足郡津和野町日原     | 連続雨量200 mmを超える場合通行止 |
| 山口県山口市木戸山 - 山口県山口市宮野                   | 連続雨量250 mmを超える場合通行止 |
| 山口県下関市長府外浦 - 山口県下関市壇ノ浦               | 連続雨量150 mmを超える場合通行止 |

## 地理

### 通過する自治体
- 京都府
  - 京都市（下京区 - 右京区 - 西京区）- 亀岡市 - 南丹市 - 船井郡京丹波町 - 福知山市
- 兵庫県
  - 朝来市 - 養父市 - 美方郡香美町 - 美方郡新温泉町
- 鳥取県
  - 岩美郡岩美町 - 鳥取市 - 東伯郡湯梨浜町 - 東伯郡北栄町 - 東伯郡琴浦町 - 西伯郡大山町 - 米子市 - 西伯郡日吉津村 - 米子市
- 島根県
  - 安来市 - 松江市 - 出雲市 - 大田市 - 江津市 - 浜田市 - 益田市 - 鹿足郡津和野町
- 山口県
  - 山口市 - 宇部市 - 山陽小野田市 - 下関市

### 交差する道路
※バイパスのうち鳥取県 - 島根県のE9 山陰自動車道に並行する区間を除く。それぞれの接続路線については各記事を参照。
近畿地方整備局管内
- 京都府
  - 国道1号・国道8号・国道24号・国道367号（京都市下京区・烏丸五条交差点起点）
  - 国道1号（京都市下京区・堀川五条交差点）
  - 国道162号（京都市右京区・五条天神川交差点）
  - E9 京都縦貫自動車道（国道478号） 沓掛IC（京都市西京区）
  - 国道372号・国道423号（亀岡市・加塚交差点）
  - 国道477号（南丹市・八木交差点 -（重複）- 園部河原町交差点）
  - E9 京都縦貫自動車道（国道478号） 八木中IC（南丹市）
  - E9 京都縦貫自動車道（国道478号） 丹波IC（船井郡京丹波町）
  - 国道27号（船井郡京丹波町・蒲生交差点）
  - 国道173号（船井郡京丹波町・和田交差点）
  - E27 舞鶴若狭自動車道 福知山IC（福知山市）
  - 国道175号・国道176号（福知山市・東堀交差点 -（重複）- 牧交差点）
  - 国道429号（福知山市・新庄交差点）
  - 国道426号（福知山市・野花交差点）
- 兵庫県
  - 国道427号（朝来市・大垣交差点）
  - 国道312号（朝来市・一本柳交差点 -（重複）- 養父市・上野南交差点）
  - E72 北近畿豊岡自動車道（国道483号） 八鹿氷ノ山IC（養父市）
  - 国道482号（美方郡香美町・村岡地域局前交差点 -（重複）- 小代口交差点）

中国地方整備局管内
- 鳥取県
  - E9 山陰近畿自動車道（国道178号） 岩美IC（岩美郡岩美町）
  - E9 山陰近畿自動車道（岩美郡岩美町・岩美IC -（重複）- 鳥取市・福部IC）
  - 国道53号別線・国道373号別線（鳥取市・秋里交差点）
  - 国道29号・国道53号別線・国道373号別線（鳥取市・南隈交差点）
  - 国道179号（東伯郡湯梨浜町・長瀬東交差点）
  - 北条倉吉道路（国道313号）（東伯郡北栄町・弓原交差点）
  - 国道431号（米子市・二本木交差点）
  - 国道181号（米子市・公会堂前交差点）
  - 国道180号（米子市・陰田町交差点 -（重複）- 松江市・相生町交差点）
- 島根県
  - 松江だんだん道路（国道485号） 津田IC（松江市）
  - 国道432号（松江市・相生町交差点）
  - E9 山陰自動車道 松江玉造IC（松江市）
  - 国道54号（松江市・相生町交差点 -（重複）- 松江市・宍道交差点）
  - 国道184号（出雲市・神立交差点）
  - 国道431号（出雲市・大島交差点）
  - 国道375号（大田市・和江港入口交差点）
  - 国道261号（江津市渡津町）
  - 国道186号（江津市 -（重複）- 浜田市・殿町交差点）
  - 国道191号（益田市・中吉田町交差点）
  - 国道187号（益田市・栄町交差点 -（重複）- 鹿足郡津和野町・枕瀬交差点）
  - 国道488号（益田市・横田町交差点）
- 山口県
  - 国道315号（山口市・長沢交差点）
  - 国道489号（山口市・市井原交差点）
  - 国道262号（山口市・木戸山トンネル西口 -（重複）- 平野交差点）
  - 国道376号（山口市・仁保入口交差点）
  - 国道435号（山口市・吉敷西交差点）
  - 山口宇部道路 朝田IC（山口市）
  - E2A 中国自動車道 小郡IC（山口市）
  - 国道2号（山口市・交通センター前交差点 -（重複）- 下関市・印内交差点）
  - 国道190号（山口市・岡屋IC）
  - E2 山口宇部道路 嘉川IC（山口市）
  - 国道490号（宇部市・車地交差点 -（重複）- 瓜生野交差点）
  - 国道316号（山陽小野田市・杣尻交差点）
  - E2 山陽自動車道 埴生IC（山陽小野田市）
  - 国道190号（山陽小野田市・上市交差点）
  - 国道491号（下関市・才川交差点）
  - 国道191号（下関市・下関駅西口交差点終点）

### 主な峠
- 京都府
  - 老ノ坂峠（標高230 m：京都市西京区 - 亀岡市）
  - 観音峠（標高270 m：南丹市 - 船井郡京丹波町）
- 兵庫県
  - 八井谷峠（標高410 m：養父市 - 美方郡香美町）
  - 春来峠（標高390 m：美方郡香美町 - 美方郡新温泉町）
  - 蒲生峠（標高450 m：美方郡新温泉町 - 鳥取県岩美郡岩美町）
- 島根県
  - 野坂峠（標高370 m：島根県鹿足郡津和野町 - 山口県山口市）
- 山口県
  - 木戸峠（標高309 m：山口県山口市）

## ギャラリー

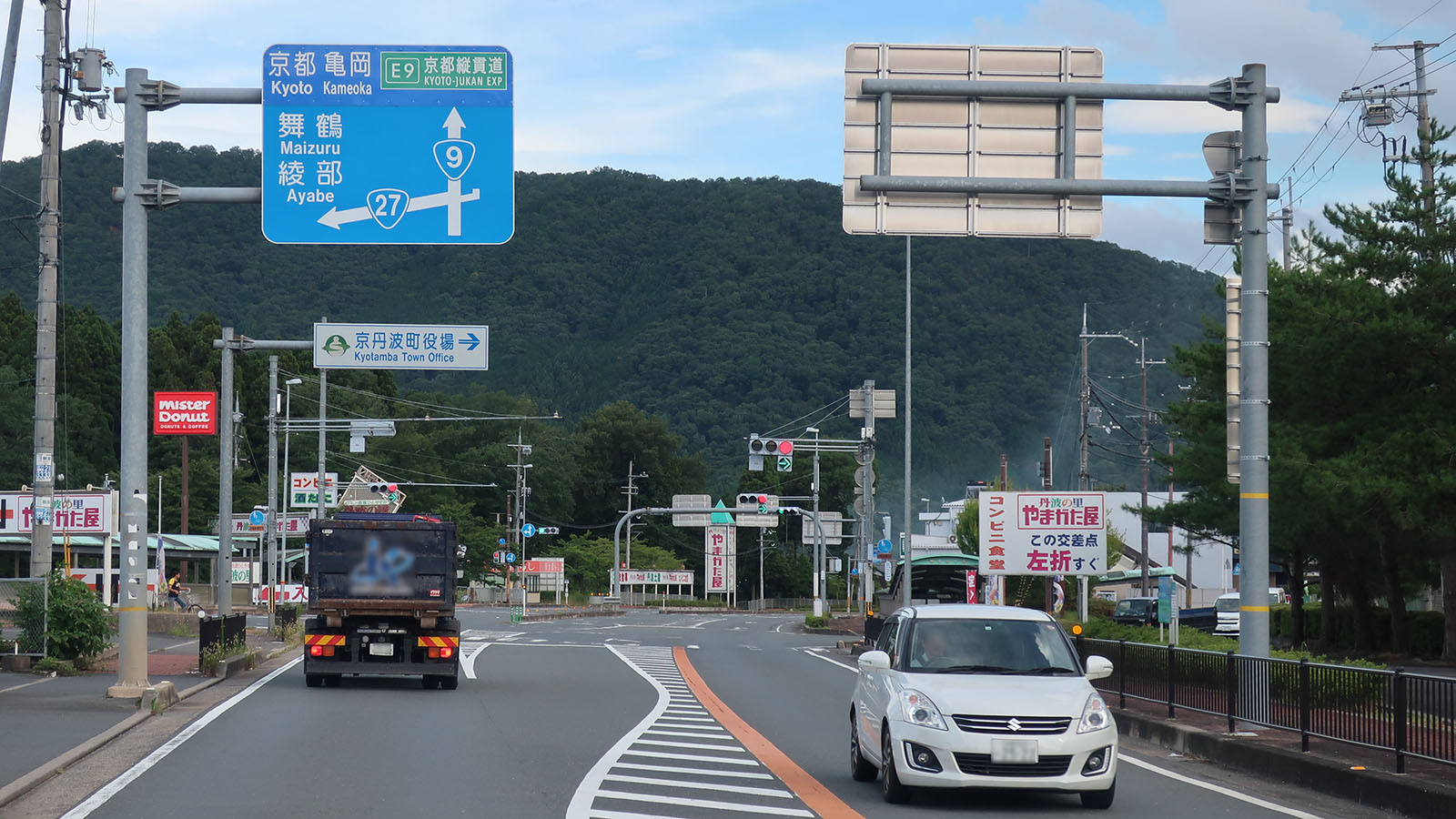
国道27号との分岐 京都府船井郡京丹波町蒲生
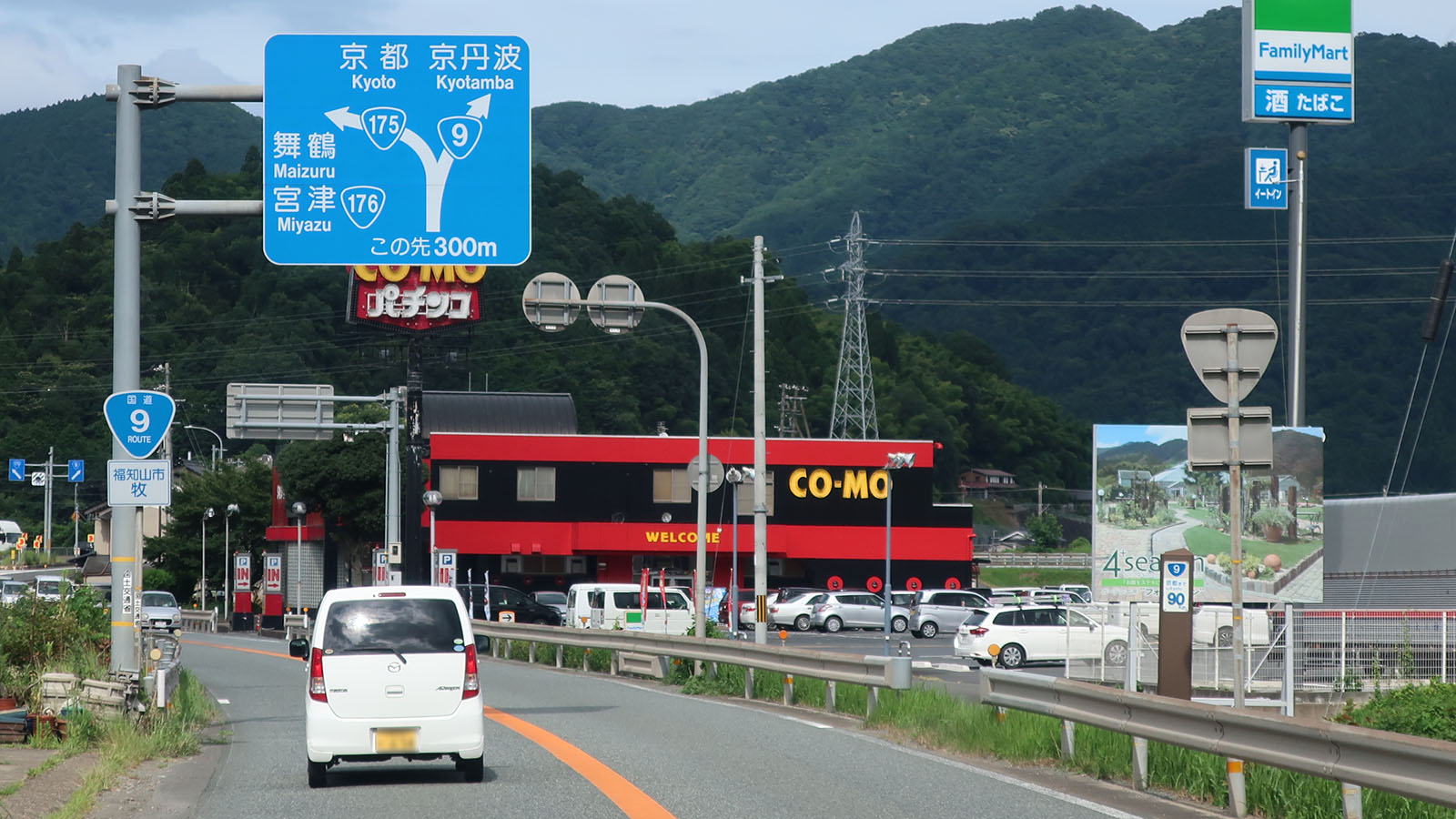
国道175号との分岐 京都府福知山市牧
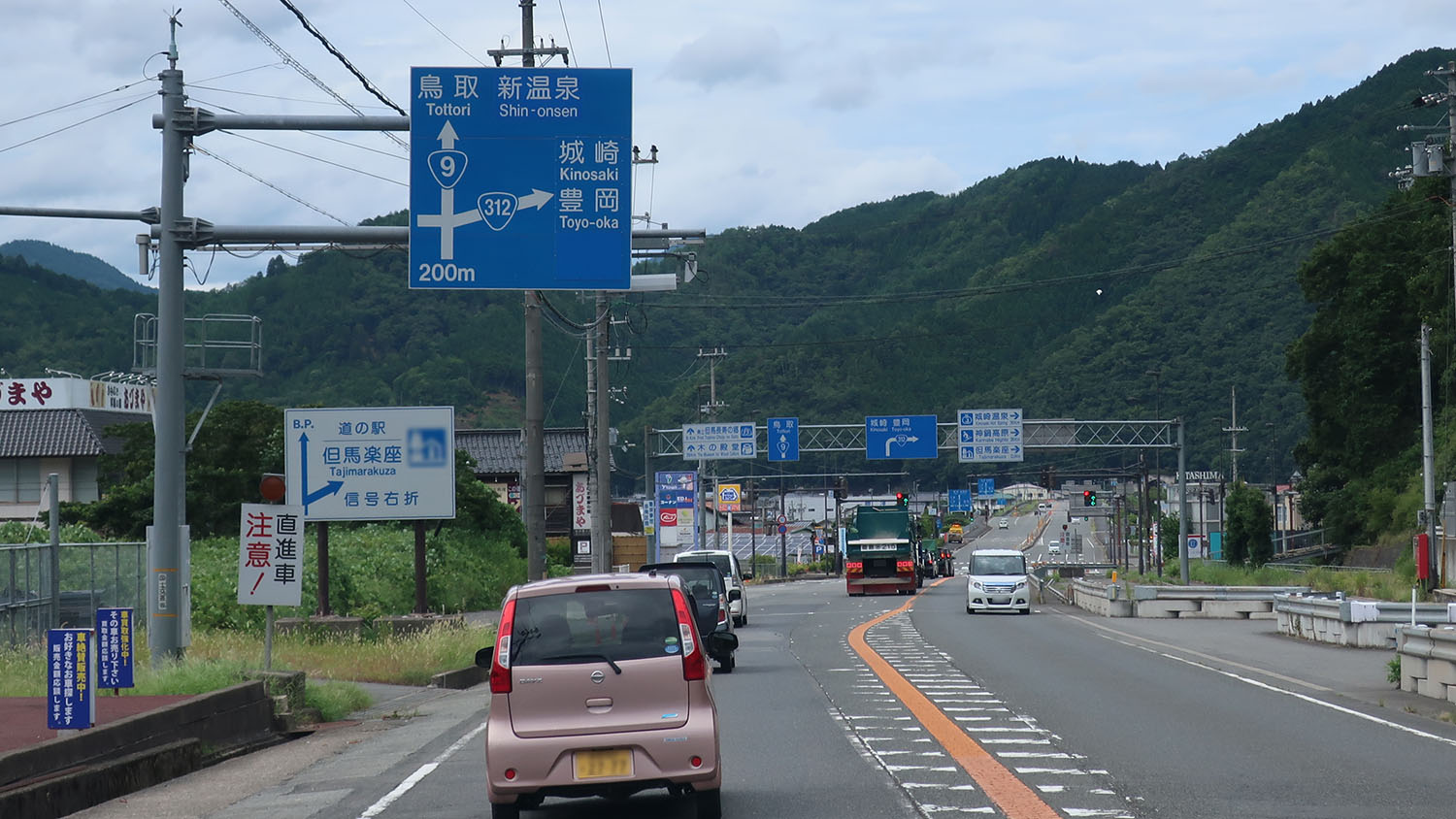
国道312号との分岐 兵庫県養父市上野
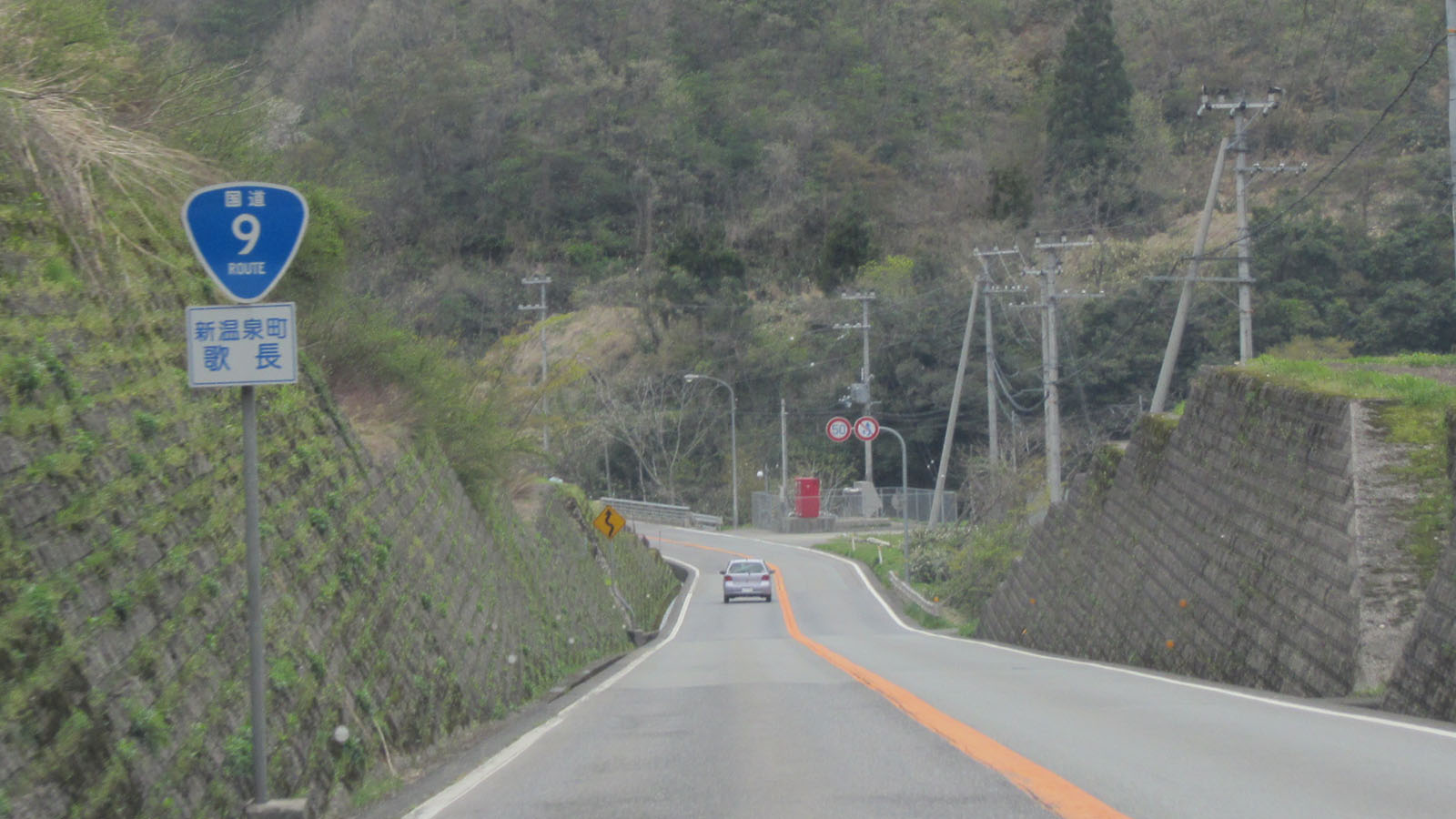
兵庫県美方郡新温泉町
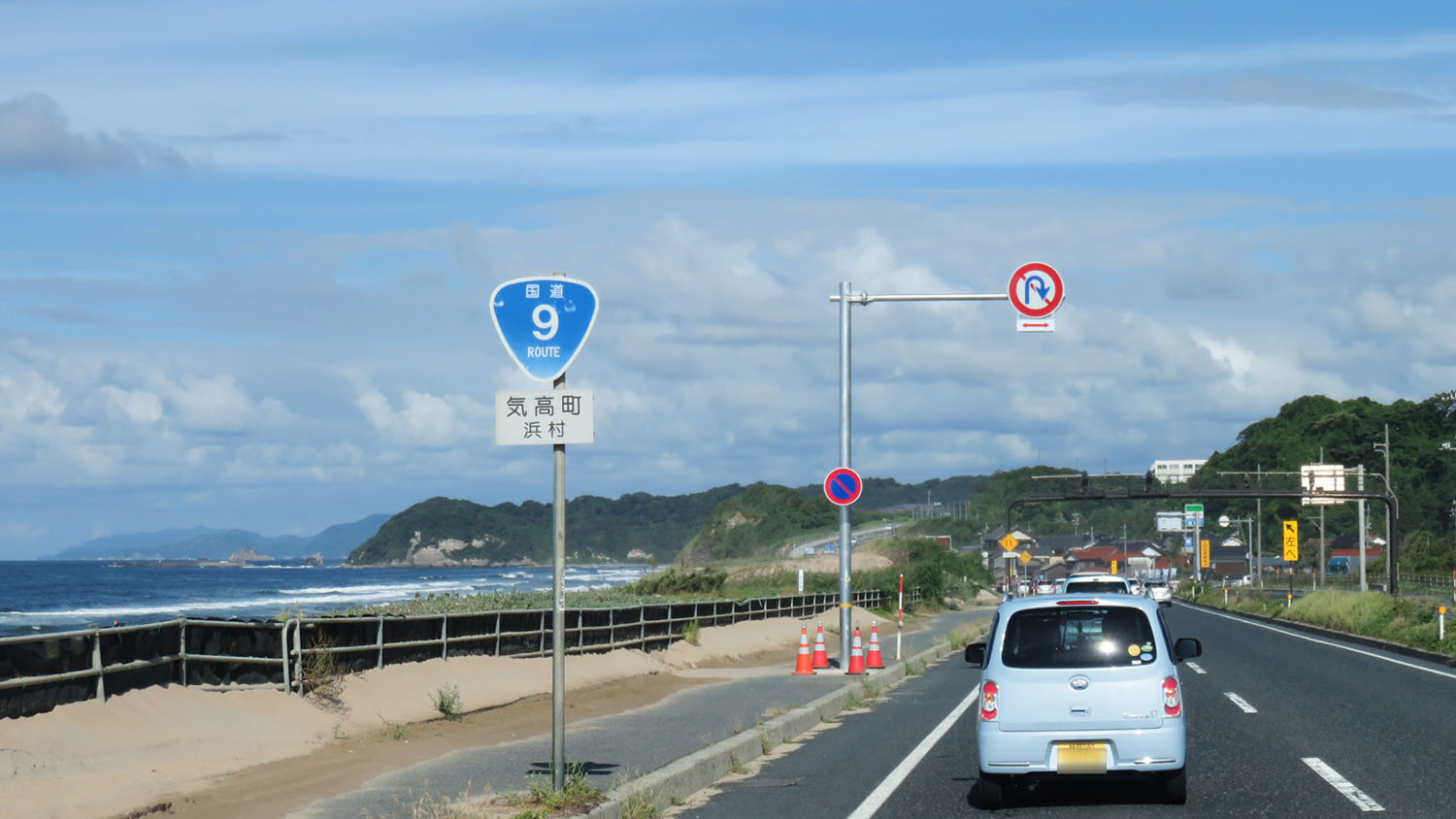
鳥取県鳥取市気高町
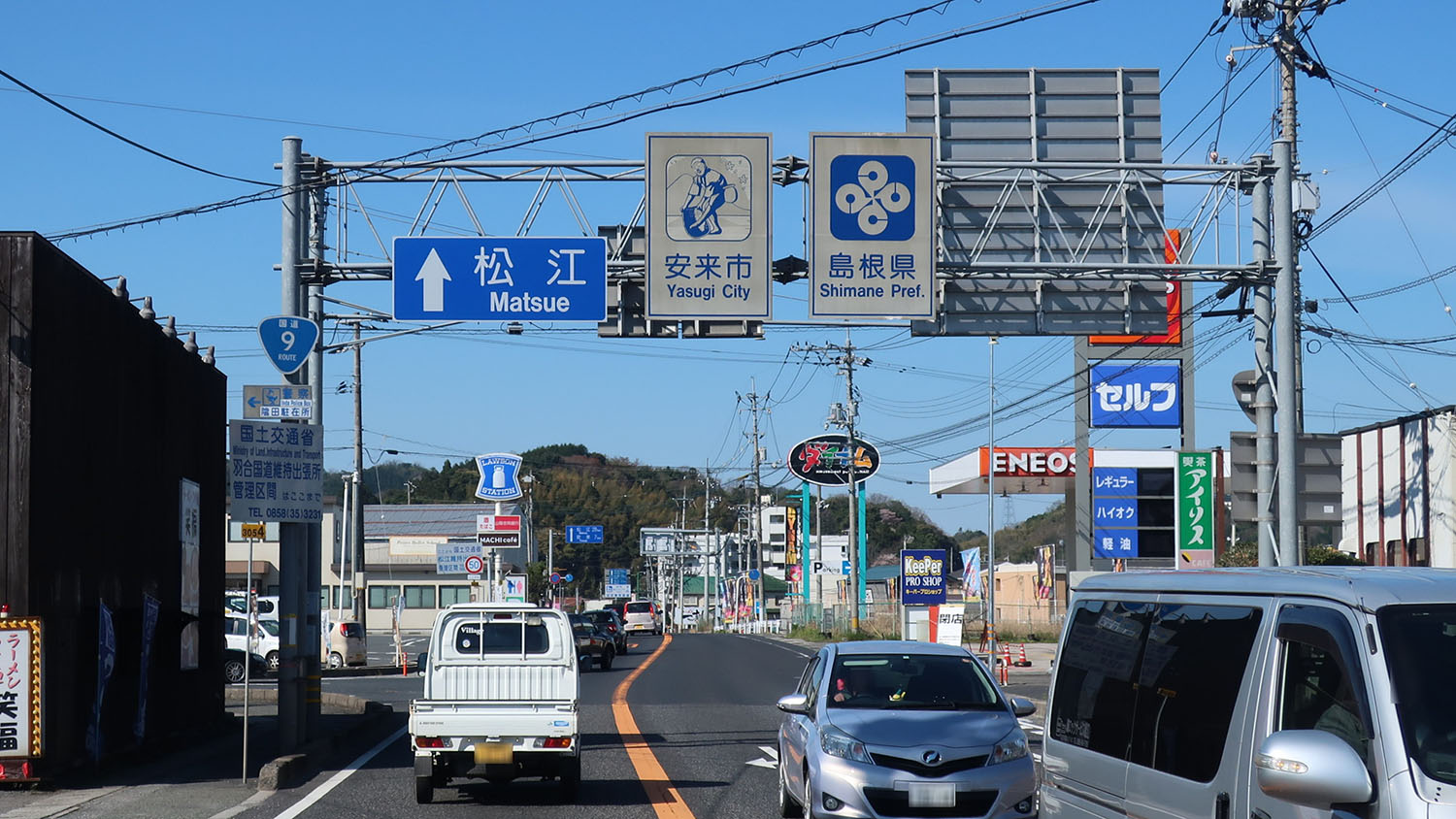
島根県境 島根県安来市吉佐町
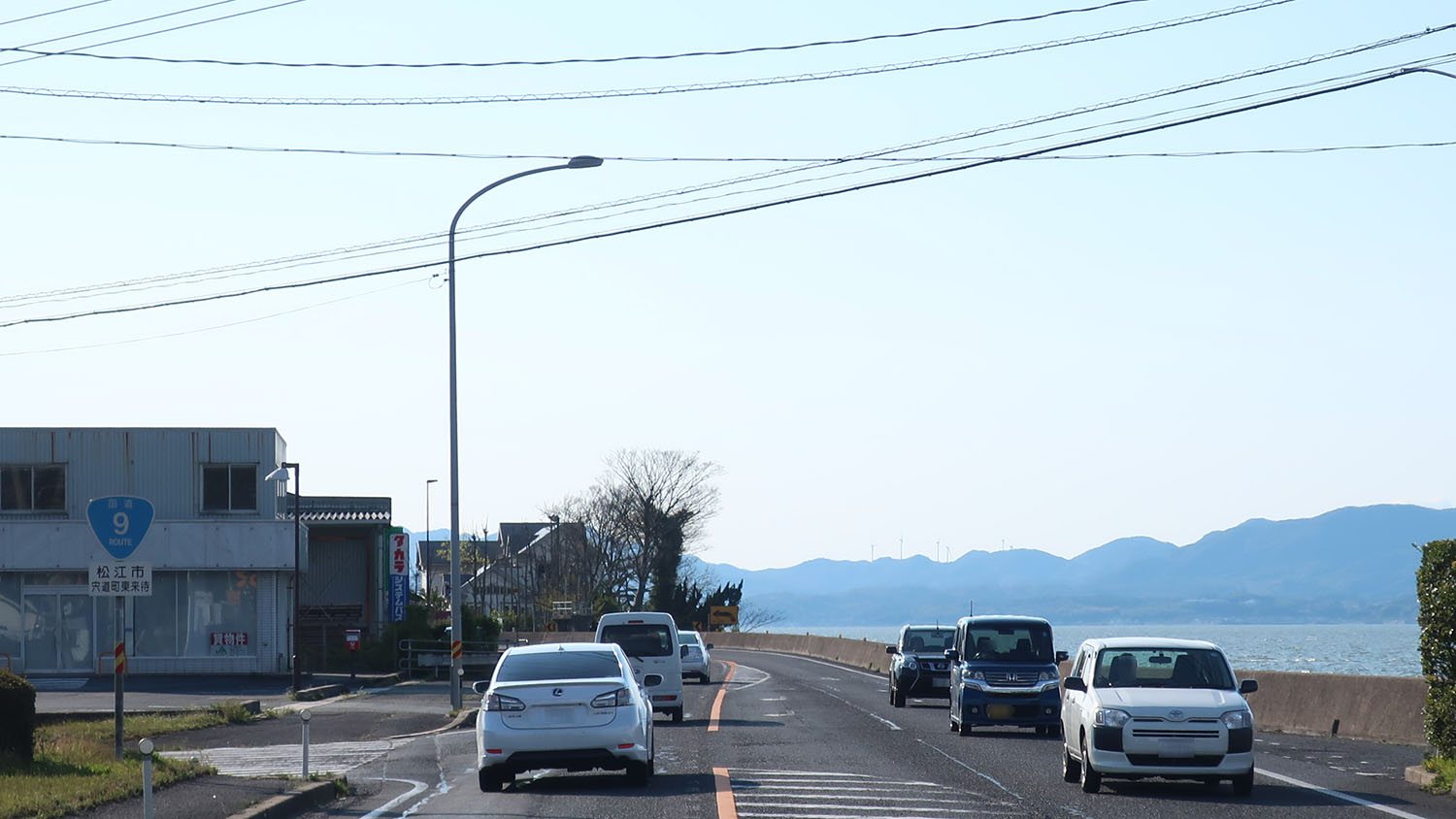
宍道湖付近 島根県松江市宍道町東来待
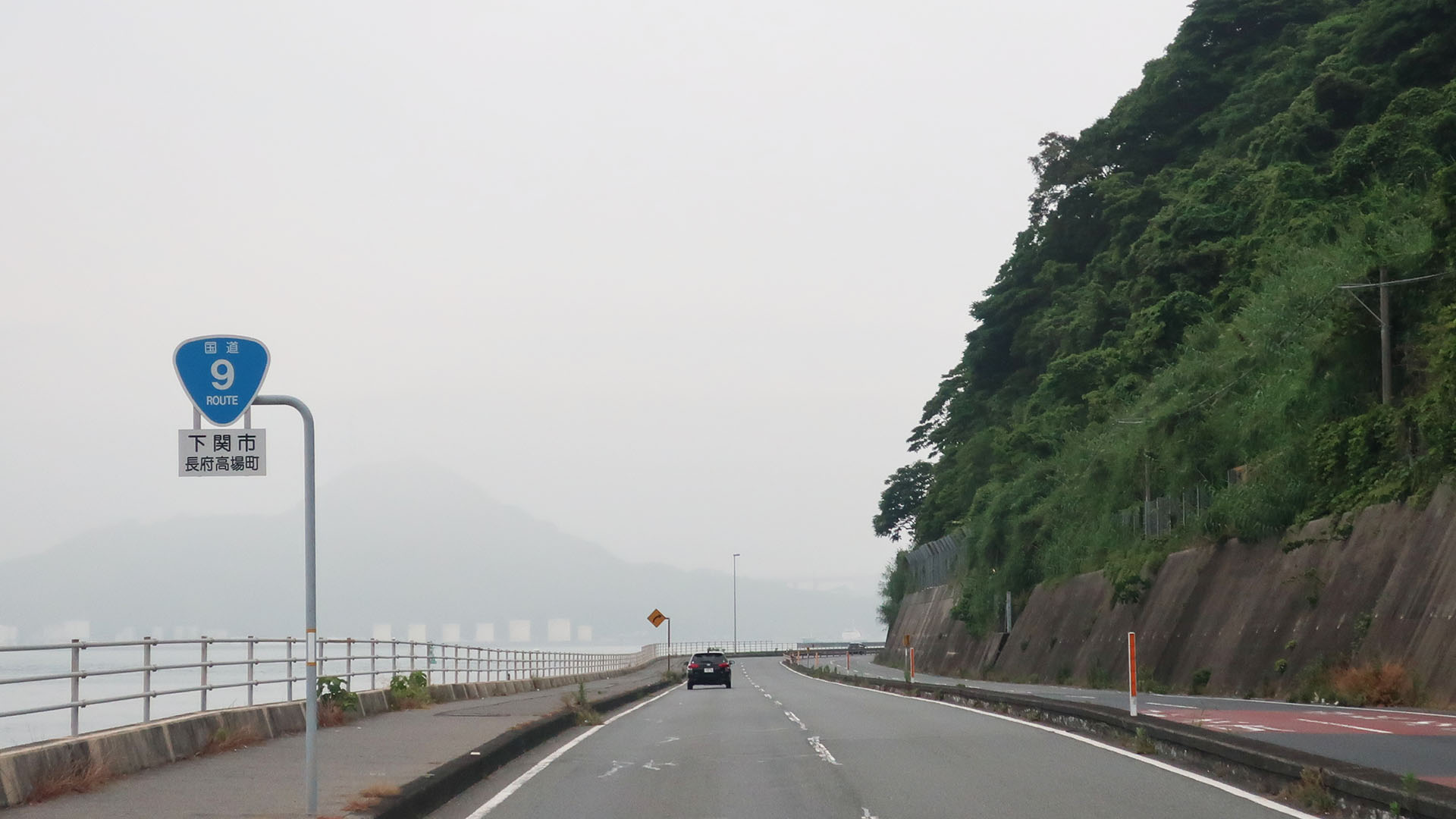
山口県下関市長府高場町
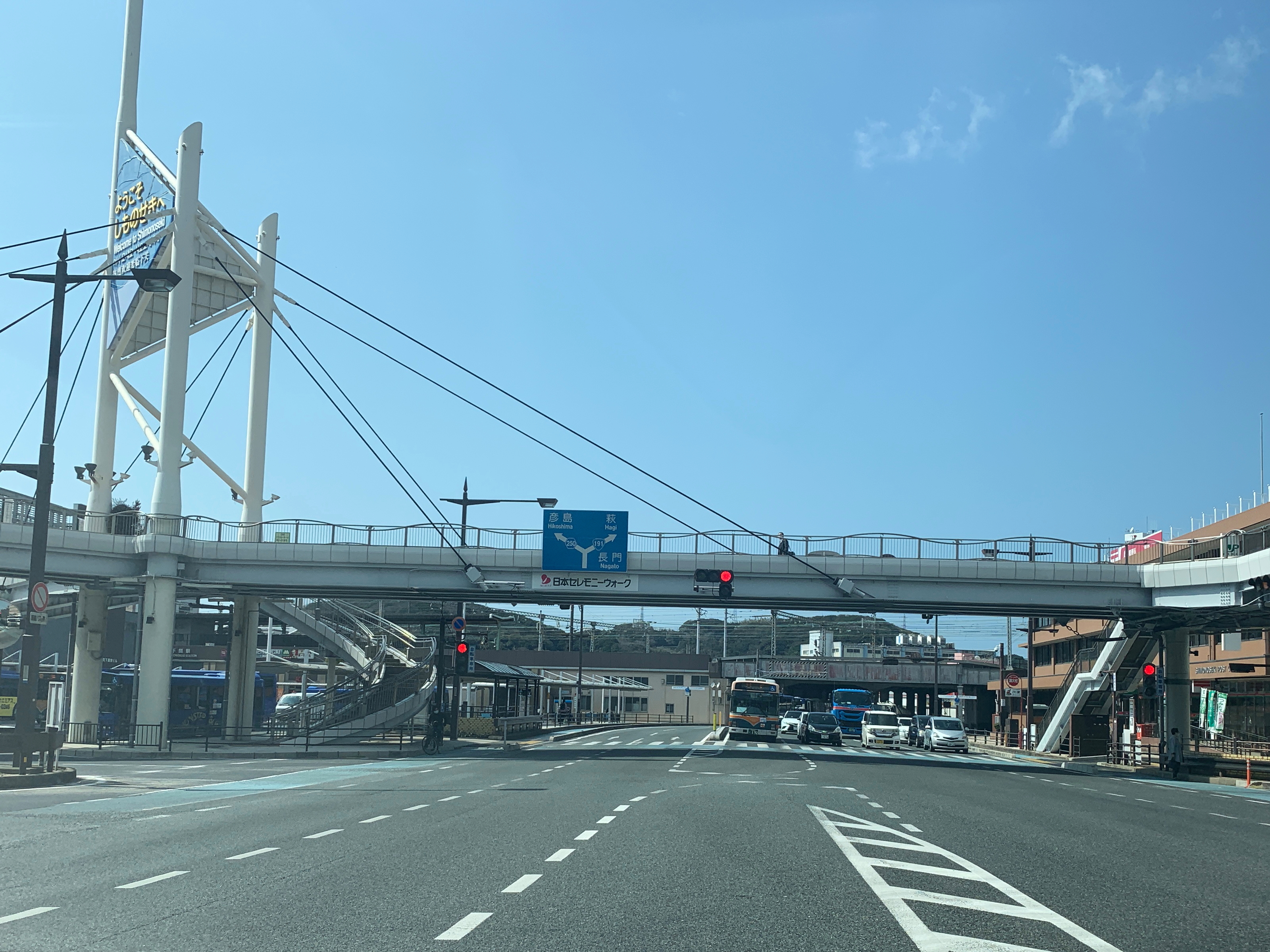
下関駅前バスターミナル出入口付近